# Dongbu Cuo
Dongbu Cuo (kinesiska: 懂布错) är en sjö i Kina. Den ligger i den autonoma regionen Tibet, i den sydvästra delen av landet, omkring 420 kilometer nordväst om regionhuvudstaden Lhasa. Dongbu Cuo ligger 4 646 meter över havet. Arean är 12,5 kvadratkilometer. Trakten runt Dongbu Cuo består i huvudsak av gräsmarker. Den sträcker sig 5,4 kilometer i nord-sydlig riktning, och 4,4 kilometer i öst-västlig riktning.
Genomsnittlig årsnederbörd är 494 millimeter. Den regnigaste månaden är juli, med i genomsnitt 124 mm nederbörd, och den torraste är januari, med 10 mm nederbörd.